# 苍术
苍朮，又名朮、赤朮、茅朮、北苍朮、茅苍朮，为菊科苍术属的植物，多年生直立草本，高30～70厘米，為常用漢方中藥，用於健脾祛濕，功效近似白朮，但蒼朮更長於除燥濕。

## 分布
分布在朝鲜、俄罗斯以及中国大陆的江苏、湖南、吉林、河南、山西、浙江、黑龙江、四川、甘肃、湖北、江西、安徽、陕西、辽宁、内蒙古、河北等地，生长于海拔50米至1,900米的地区，多生在灌丛、林下、野生山坡草地或岩缝隙中。

## 外部連結
- 蒼朮 Cangzhu （页面存档备份，存于） 藥用植物圖像數據庫 (香港浸會大學中醫藥學院) （中文）（英文）
- 蒼朮 中藥材圖像數據庫  (香港浸會大學中醫藥學院) （中文）（英文）
- 蒼朮 （页面存档备份，存于） 中藥方劑圖像數據庫 (香港浸會大學中醫藥學院) （中文）（英文）
- 蒼朮 Cang Zhu （页面存档备份，存于） 中藥標本數據庫 (香港浸會大學中醫藥學院) （繁體中文）（英文）
- 蒼朮酮 Atractylone （页面存档备份，存于） 中草藥化學圖像數據庫 (香港浸會大學中醫藥學院) （中文）（英文）